# 브뤼셀 자유 대학교
브뤼셀 자유 대학교(Free University of Brussels)는 벨기에 브뤼셀에 있었던 대학이다. 1834년 개교된 이 학교는 훗날 1969년에, 프랑스어를 사용하는 브뤼셀 자유 대학교(Université libre de Bruxelles)와 네덜란드어를 사용하는 브뤼셀 자유 대학교(Vrije Universiteit Brussel)로 분리되며 사실상 폐교되었다.

## 같이 보기
- 제라르 르망